# Schloss Wachbach

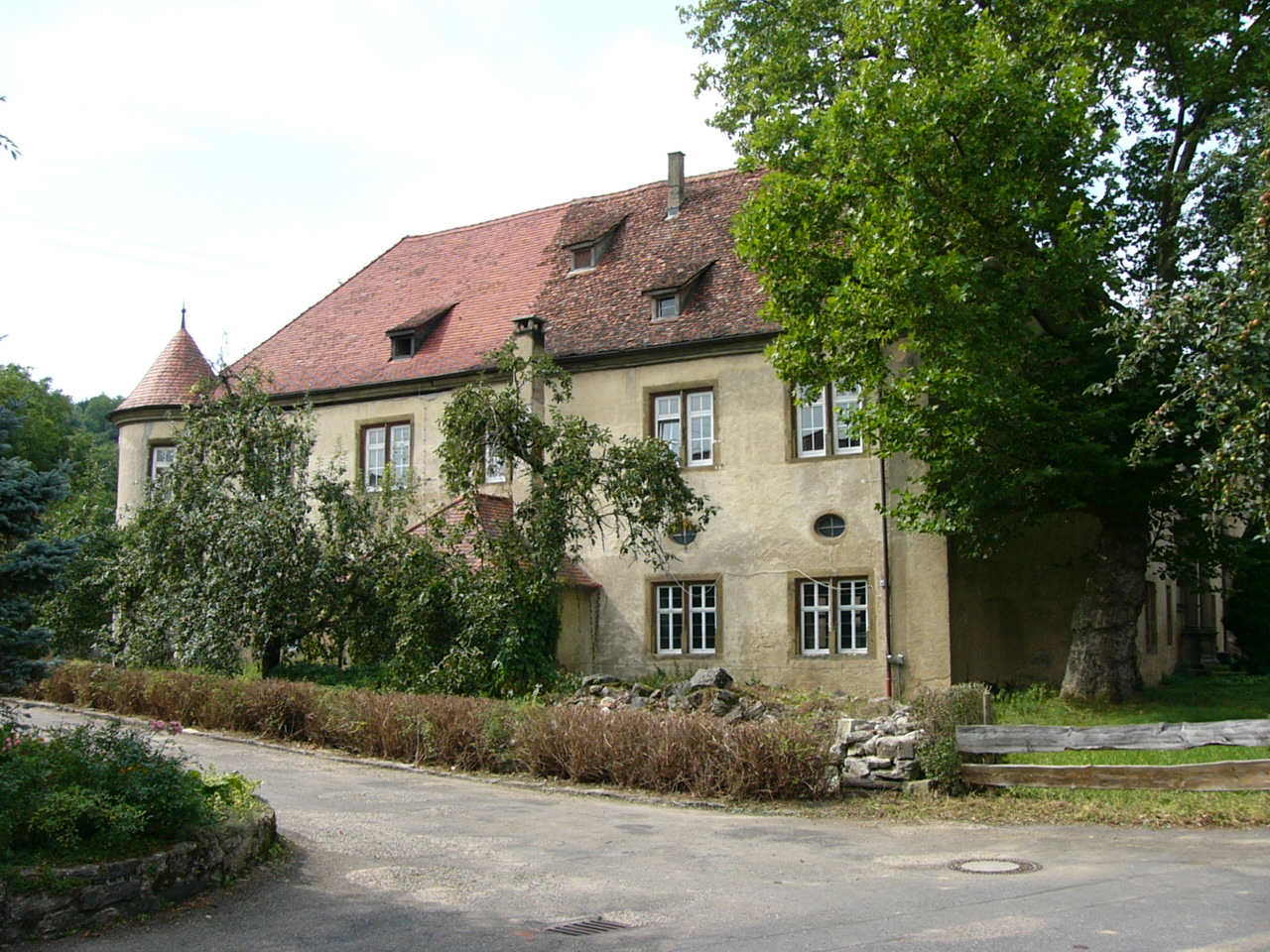
Frontansicht von Schloss Wachbach

Das Schloss Wachbach, auch Adelsheimer Schloss, ist eine Schlossanlage aus dem 16. Jahrhundert in Wachbach, einem Stadtteil von Bad Mergentheim im Main-Tauber-Kreis in Baden-Württemberg. Es wurde an der Stelle der zerstörten Burg Wachbach aus dem 12./13. Jahrhundert errichtet.

## Geschichte
In der Zeit von 1588 bis 1592 ließen die Herren von Adelsheim in Wachbach von Michel Niklas ein Schloss im Stil der Renaissance erbauen. Über dem Portal befindet sich das Adelsheim’sche Wappen. Die vierflügelige Anlage mit runden Ecktürmen stand in den 2010er Jahren zum Verkauf.
Seit 2018 gehört das Anwesen der German Property Group, die es nach eigenen Angaben sanieren will, um dort Betreutes Wohnen anzubieten. Im April 2020 befand sich der Eigentümer immer noch in der Entwurfsphase für eine Seniorenresidenz.